# Zorica Zivanović
Zorica Zivanović est une joueuse de volley-ball serbe née le 4 avril 1981 à Lazarevac. Elle mesure 1,77 m et joue au poste de passeuse. 

## Clubs
| Club                 | De        | À         |
| -------------------- | --------- | --------- |
| Postar 064 Belgrade  |           | 2004-2005 |
| VBC Riom             | 2005-2006 | 2005-2006 |
| Toulon-Six-Fours     | 2006-2007 | 2009-2010 |
| Béziers Volley       | 2010-2011 | 2010-2011 |
| Le Cannet-Rocheville | 2011-2012 | 2011-2012 |
| Quimper Volley 29    | 2012-2013 | 2012-2013 |
| M.O. Mougins VB      | 2013-2014 | 2014-2015 |
| VC Harnes            | 2015-2016 | 2017-2018 |
| ŽOK Ub               | 2018-2019 | …         |

## Palmarès
- Coupe de Serbie
  - Vainqueur : 2004, 2005, 2020.